# Dame rouge d'El Mirón
La Dame rouge d'El Mirón est le nom donné au squelette fossile d'une femme du Magdalénien trouvé en 2010 dans la grotte d'El Mirón, dans l'est de la Cantabrie, en Espagne.

## Historique
L'équipe d'archéologues dirigée par Lawrence Straus, de l'université du Nouveau-Mexique, et Manuel González Morales, de l'université de Cantabrie, et comprenant également des chercheurs de l'université de Burgos, fouillait la grotte d'El Mirón depuis 1996. Ils ont d'abord trouvé un certain nombre de vestiges archéologiques. En 2010, ils ont exploré un espace étroit derrière un grand bloc de calcaire, à l'intérieur de la grotte, où ils ont découvert le squelette inhumé de la Dame rouge.
La découverte a été publiée en 2015. Elle occupe un numéro entier du Journal of Archaeological Science.

## Description

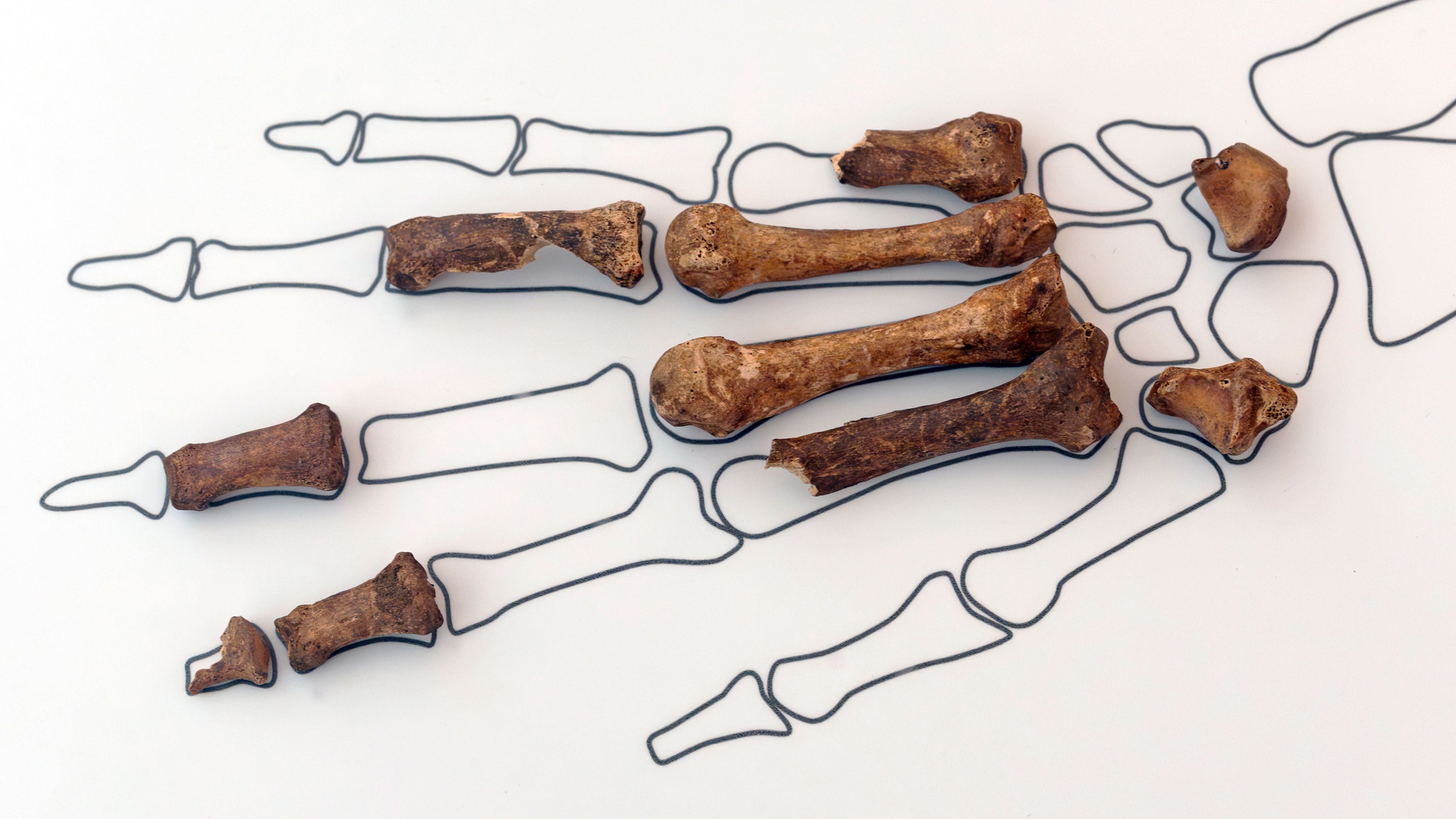
Main de la Dame rouge

L'âge de la femme au décès a été estimé entre 35 et 40 ans. Ses os étaient couverts d'ocre, un pigment rouge à base de fer, d'où son nom. La datation au carbone 14 indique que la femme a été enterrée il y a environ 18 700 ans, ce qui correspond à l'aube du Magdalénien.
Le crâne et quelques os étaient manquants, mais le reste du squelette était en connexion anatomique, ce qui indique que la défunte a bien été enterrée. Selon les archéologues, le bloc de calcaire a été posé délibérément pour marquer l'emplacement de la tombe. De plus, la gravure d'une lettre V sur la paroi suggère une indication du sexe de la défunte au-dessus de la tombe.
Des marques de rongement sur un tibia montrent qu'un carnivore (estimé à peu près de la taille d'un chien ou d'un loup) a mordu l'os lorsque la chair s'est décomposée. Le crâne et les os longs ont probablement été retirés après cet incident, peut-être pour être exposés ou réinhumés. Cela suggère que les gens du Magdalénien avaient des rituels funéraires.